# El pez de oro

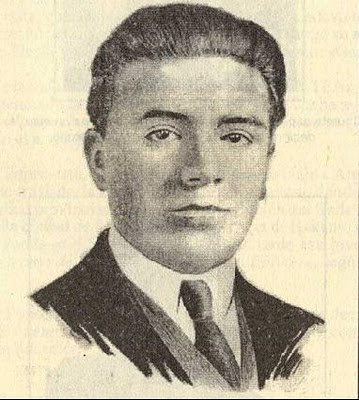
Gamaliel Churata, autor de la novela El pez de oro.

El pez de oro es una novela del escritor peruano, Gamaliel Churata, seudónimo de Arturo Pablo Peralta Miranda. Publicada en 1957 en La Paz, Bolivia. La obra es considerada una de las más complejas en la literatura andina, ya que integra elementos de la mitología indígena, la filosofía y la experimentación lingüística. Algunos críticos la han denominado «la Biblia del indigenismo».
Su estilo desafía las estructuras narrativas tradicionales al fusionar elementos de la mitología andina, la reflexión filosófica y una innovadora experimentación lingüística, en la que convergen las lenguas español, quechua y aymara.

## Contexto
Gamaliel Churata escribió El pez de oro en un largo proceso de elaboración que abarcó varias décadas. Su escritura refleja la influencia de su participación en el movimiento cultural del Grupo Orkopata, un círculo intelectual en Puno que promovió el pensamiento indigenista y el mestizaje cultural.
La novela fue publicada por primera vez en 1957 en Bolivia, país donde Churata se exilió debido a la persecución política en el Perú. A lo largo de los años, el libro ha sido objeto de múltiples estudios e interpretaciones, debido a su compleja estructura y a la riqueza de sus referencias culturales y filosóficas.

## Estructura
A diferencia de la narrativa tradicional, El pez de oro no sigue un desarrollo lineal ni presenta una trama convencional. En su lugar, la obra se organiza en diez retablos, una forma de estructuración inspirada en la tradición andina.
El estilo del libro es híbrido, combinando elementos de narrativa, ensayo, poesía y discurso filosófico. Su lenguaje es altamente experimental y simbólico, con un uso intenso de neologismos, referencias mitológicas andinas y críticas a la cultura occidental.

## Género literario
La obra no se adscribe a un único género, sino que transita entre varios. Se ha descrito como una novela, un ensayo filosófico, una epopeya indigenista y un texto de vanguardia. Esta diversidad la convierte en un referente de la literatura heterogénea  latinoamericana.

## Escenario
El libro está ambientado en un universo simbólico que recoge elementos del mundo andino prehispánico y colonial, fusionándolos con reflexiones sobre la modernidad. A través de la obra, Churata presenta un espacio mítico en el que se debaten las cosmovisiones indígena y occidental.

## Análisis
Desde una perspectiva crítica, El pez de oro ha sido estudiado como un texto que desafía las categorías establecidas de la literatura. Se le ha vinculado con el indigenismo, pero también con el vanguardismo, debido a su experimentación lingüística y su ruptura con las formas narrativas tradicionales.

## Personajes
A diferencia de las obras tradicionales, El pez de oro no se enfoca en personajes definidos, sino en figuras simbólicas que representan conceptos clave dentro de la cosmovisión andina. Destaca el pez de oro, emblema del conocimiento místico andino, junto a otras entidades que encarnan fuerzas culturales y míticas, como:
- El puma de oro, símbolo del poder y la resistencia indígena.
- La sirena del Titikaka, representación del vínculo entre lo mítico y lo natural.
- El hombre con cabeza de llama, figura que encarna la hibridación cultural.
- Wiracocha, la deidad andina que desempeña un papel central en la cosmovisión de la obra.

Mediante este enfoque se permite que la novela funcione como un espacio simbólico en el que convergen distintos niveles de significado, alejándose de las estructuras narrativas convencionales.

## Reconocimiento

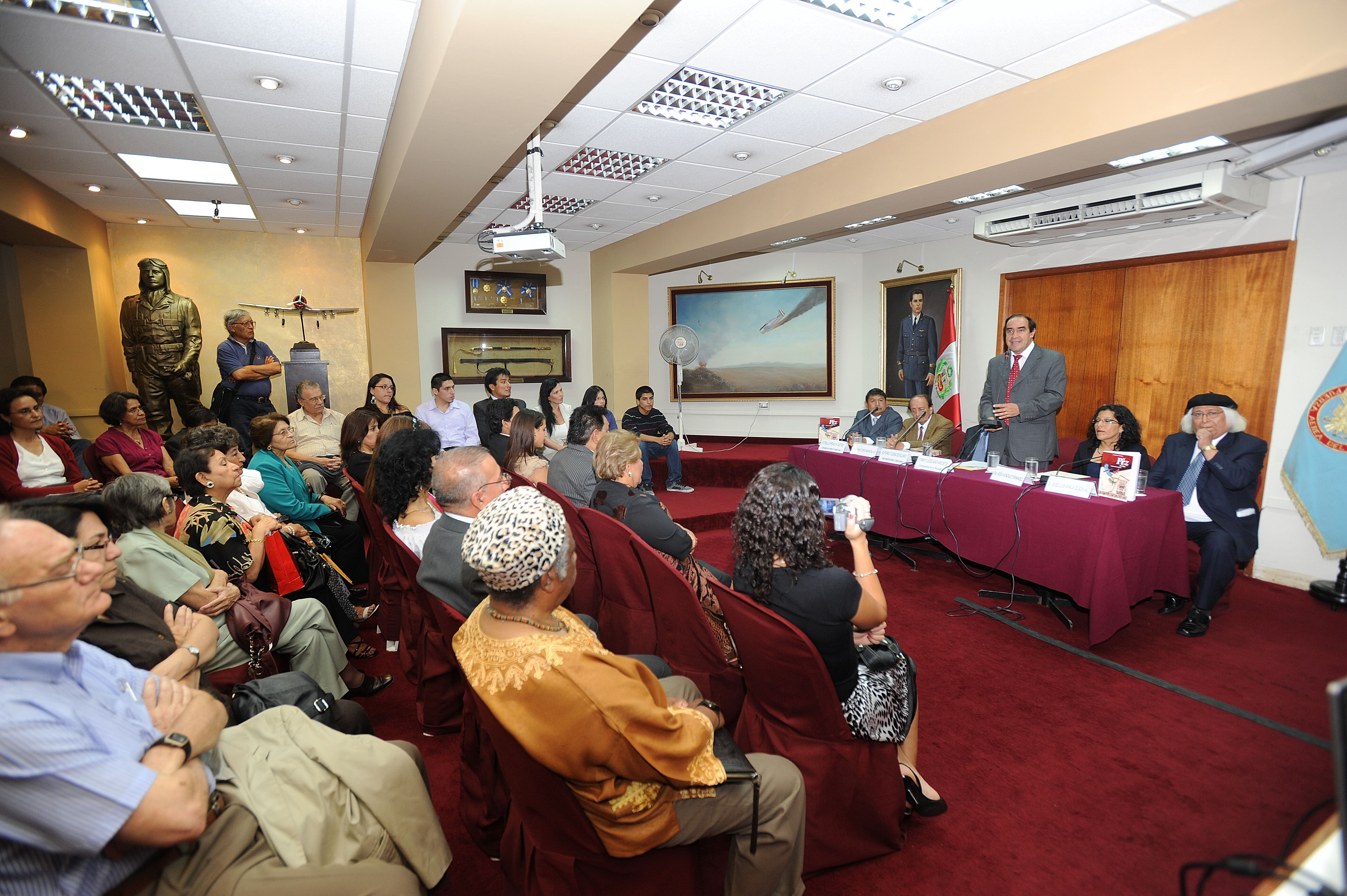
Presentación del libro "El pez de oro", de Gamaliel Churata. En el anfiteatro Quiñones del Palacio Legislativo.

En 2024, el Ministerio de Cultura del Perú declaró El pez de oro Patrimonio Cultural de la Nación, en reconocimiento a su valor literario y su contribución al pensamiento indigenista. Esta distinción incluyó cuatro unidades bibliográficas de la obra El pez de oro: retablos del Laykhakuy (1957), gracias a un trabajo conjunto entre la Biblioteca Nacional del Perú (BNP) y la Pontificia Universidad Católica del Perú (PUCP). Este reconocimiento ha fortalecido el interés académico en la obra y ha impulsado su difusión dentro y fuera del país.